# Скаржинці (Лісовогринівецька сільська громада)
Ска́ржинці — село в Україні, у Лісовогринівецькій сільській територіальній громаді Хмельницького району Хмельницької області.

## Герб
Затверджений 30 жовтня 2015 р. рішенням № 106 сесії сільської ради. Автор — В.Лежанський.
Щит розділений золотим нитяним вилоподібним хрестом. У першій червоній частині срібний вершник на срібному коні, з піднятим мечем і лазуровим щитом зі срібним п'ятираменним хрестом, що скаче на срібну фортецю з трьох стінозубчастих веж, сходинками справа. У другій зеленій частині золотий сніп пшениці. У третій лазуровій частині з зеленою базою золотий обеліск.

## Населення
Населення становить 200 осiб - 2023.

### Мова
Розподіл населення за рідною мовою за даними перепису 2001 року:
| Мова       | Відсоток |
| ---------- | -------- |
| українська | 98,81%   |
| російська  | 1,08%    |
| білоруська | 0,11%    |

## Світлини

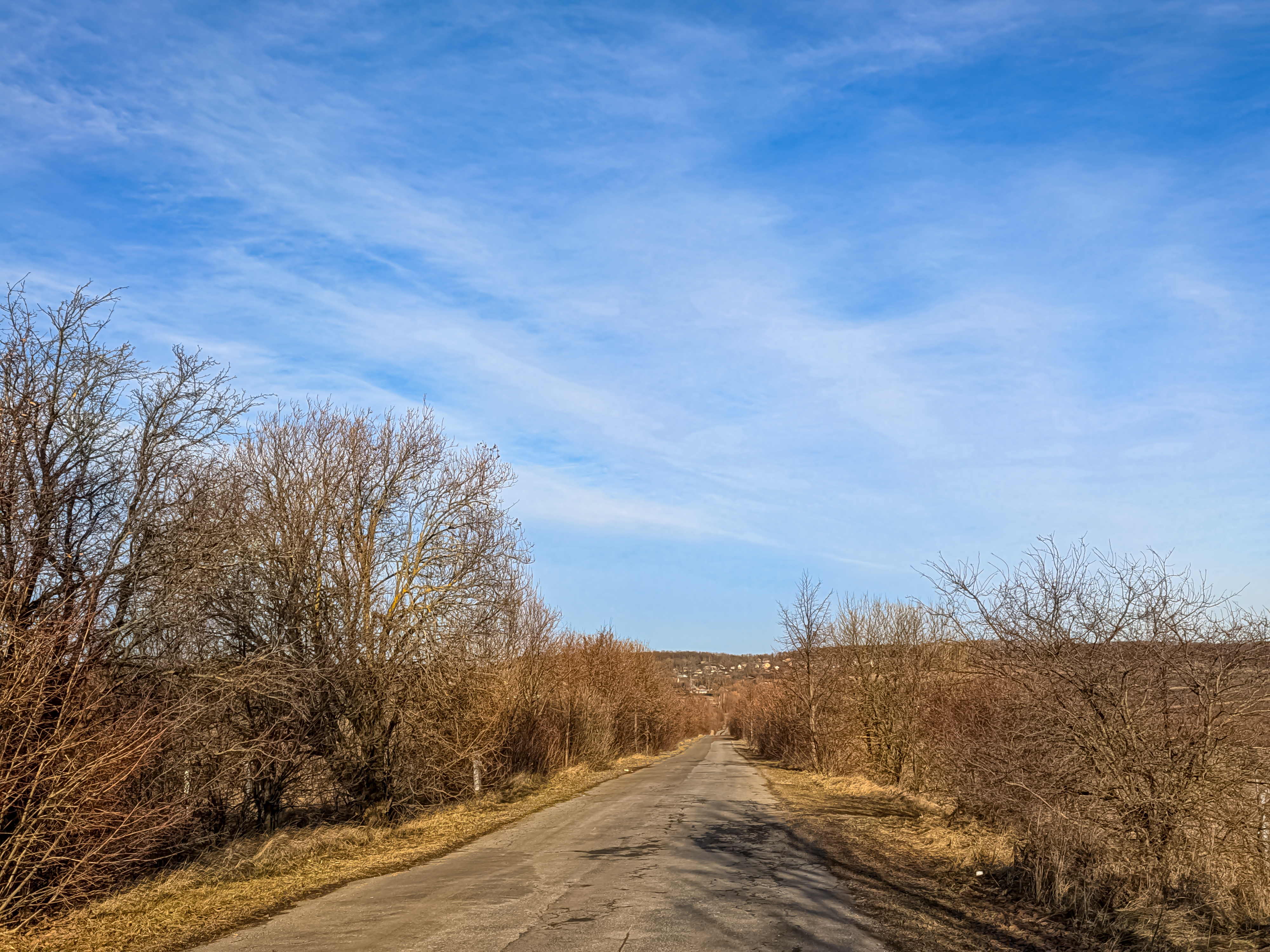
Дорога на село
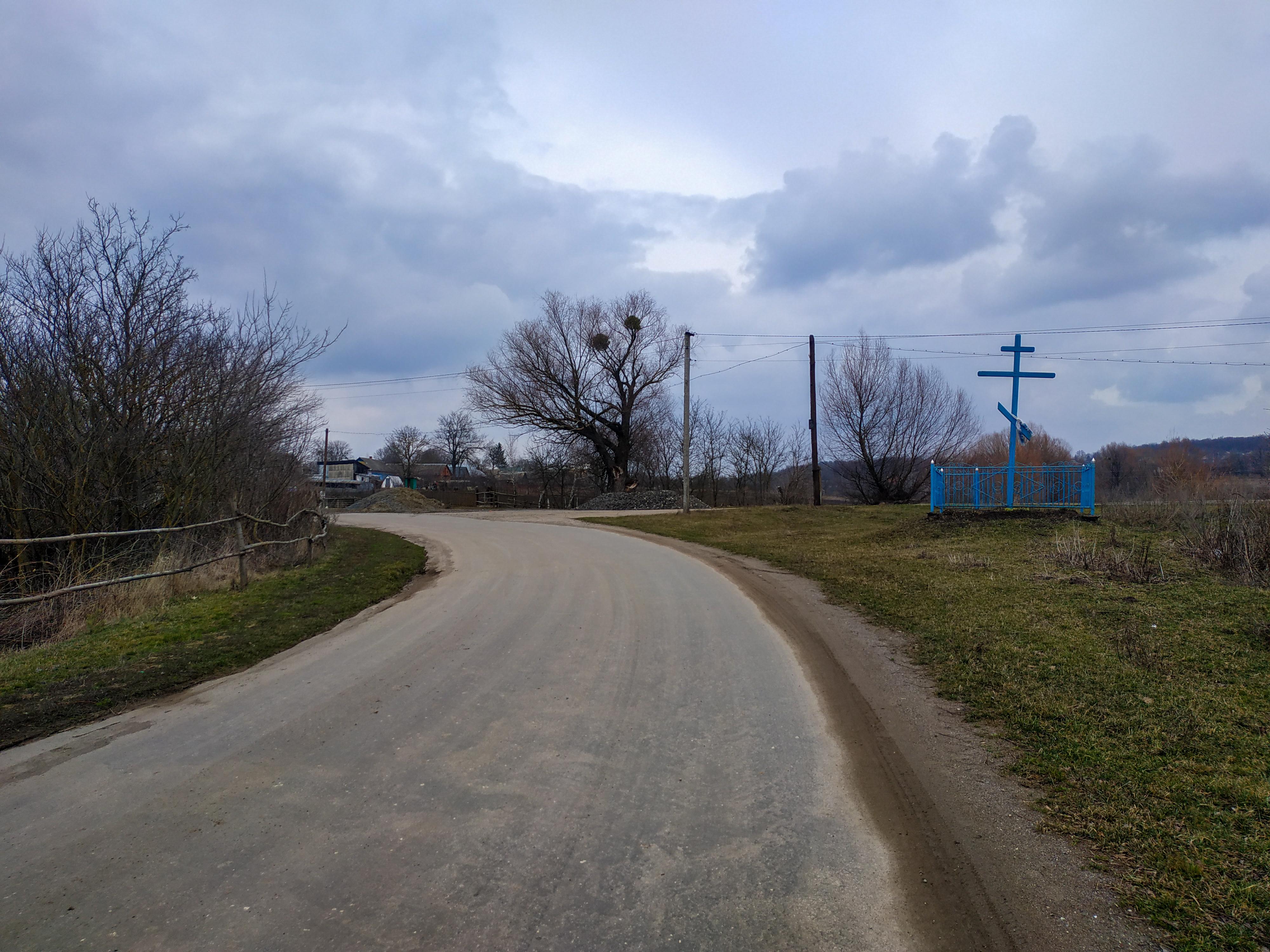
В'їзд в Скаржинці з півдня
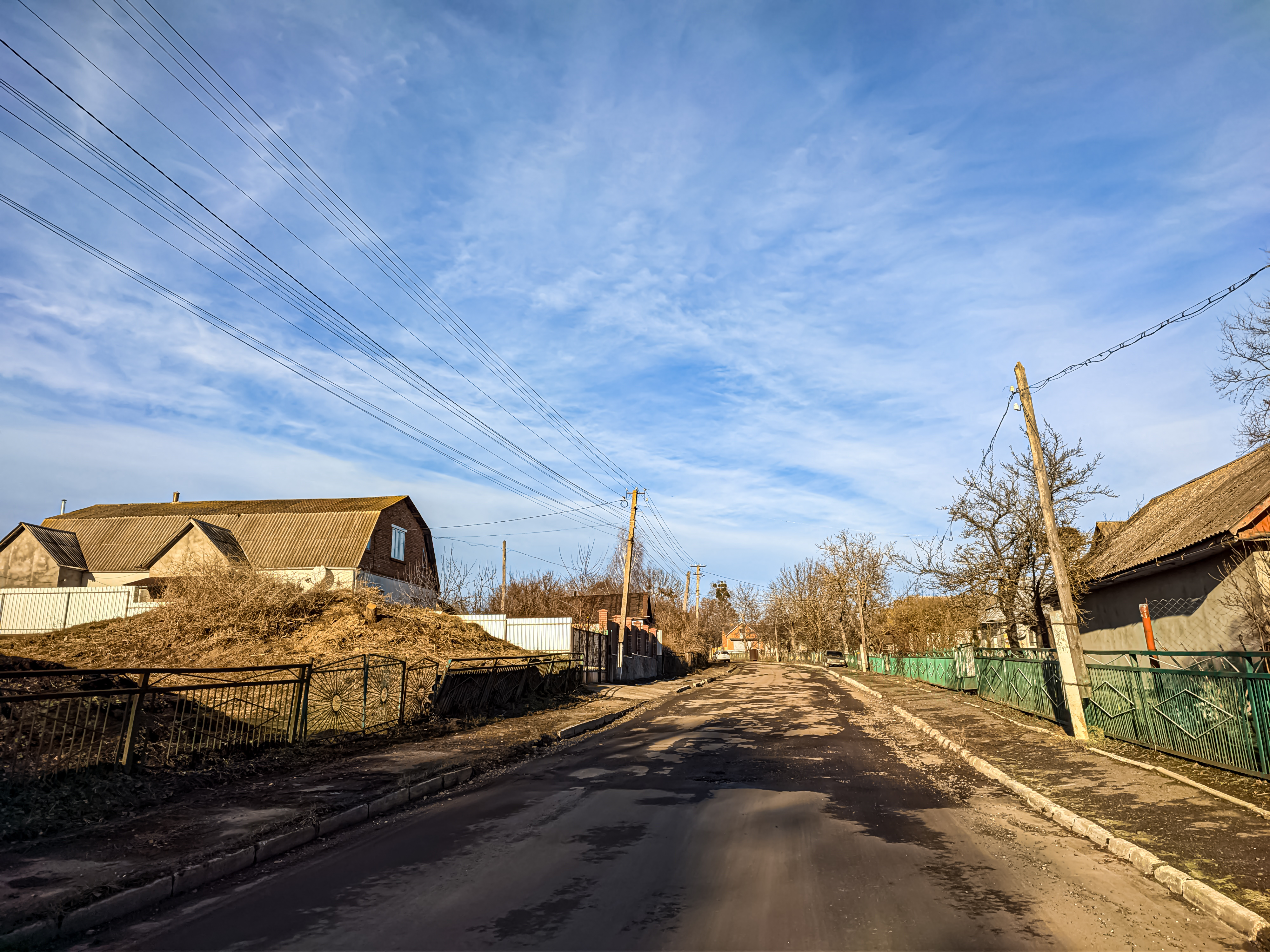
Вулиця Європейська
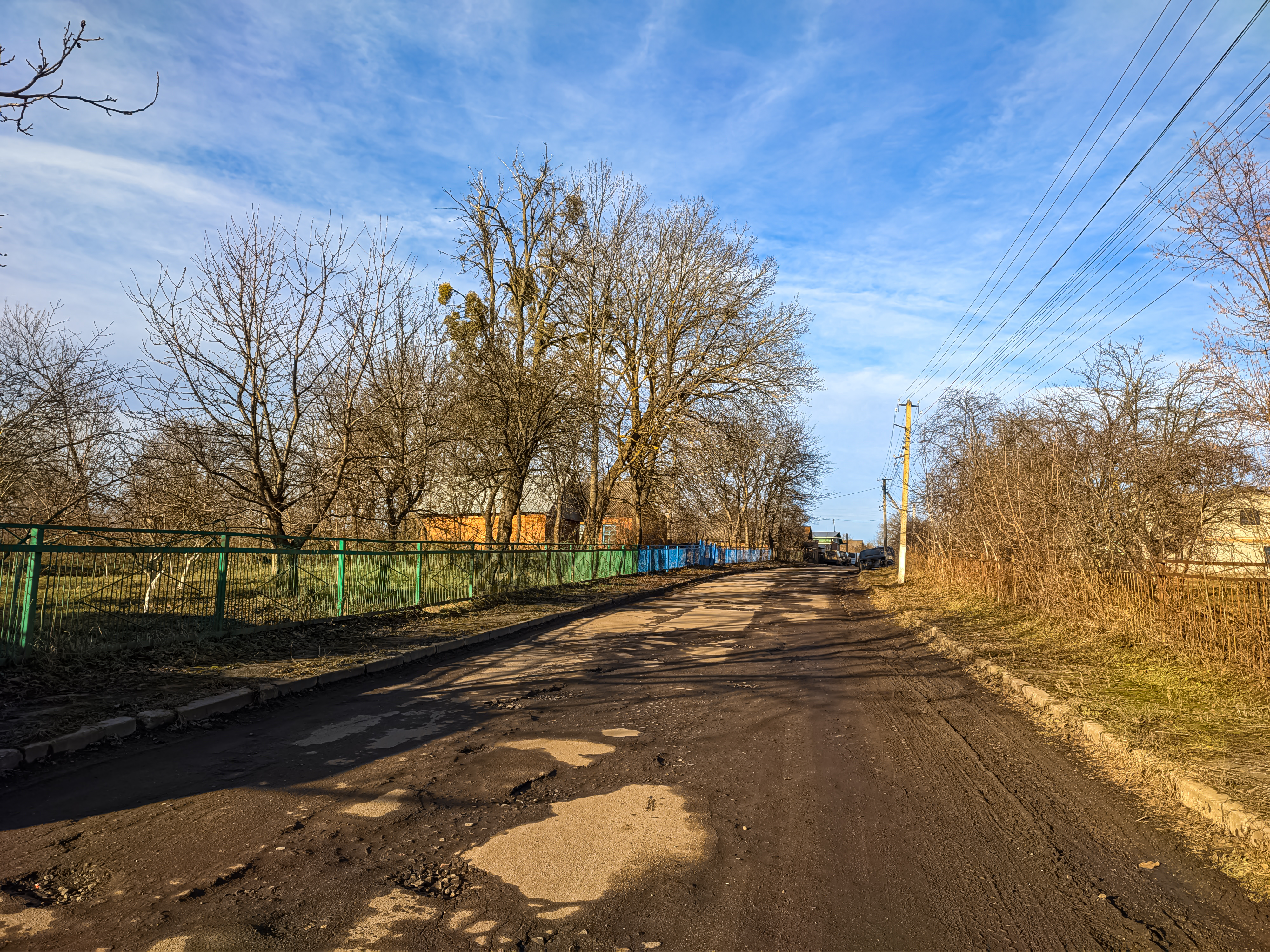
Вулиця Європейська
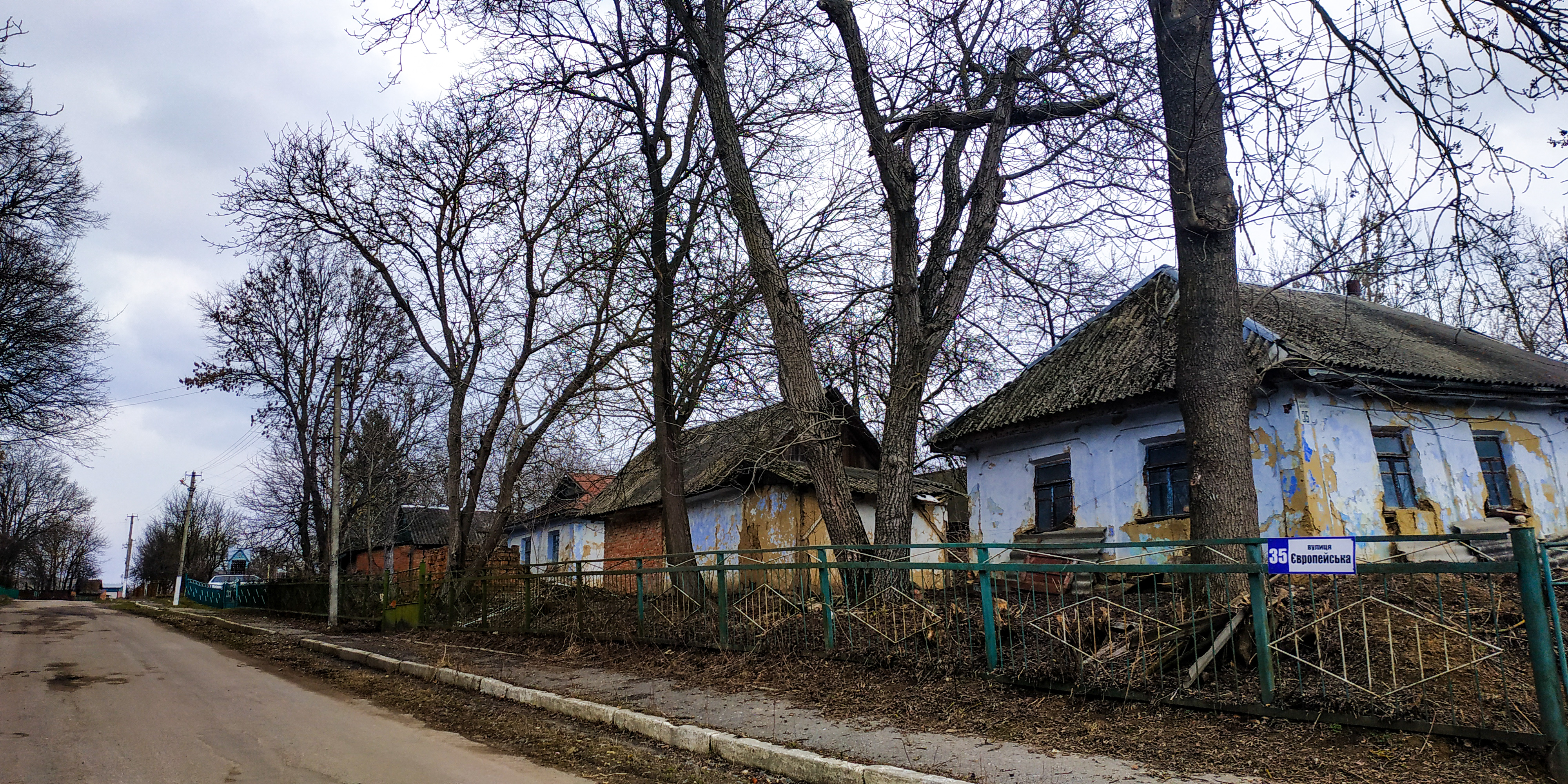
Покинуті будинки на вулиці Європейській
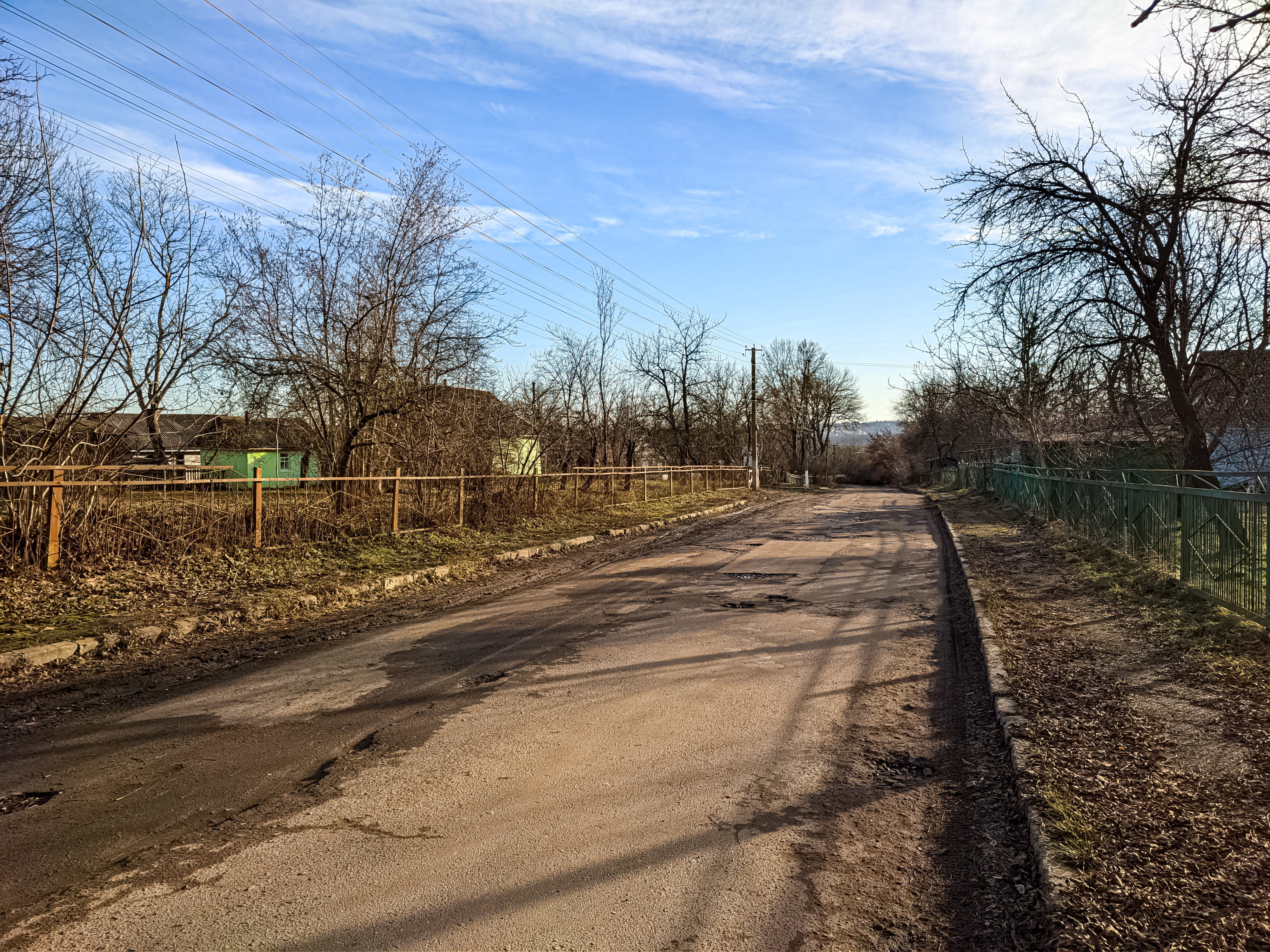
Вулиця Європейська
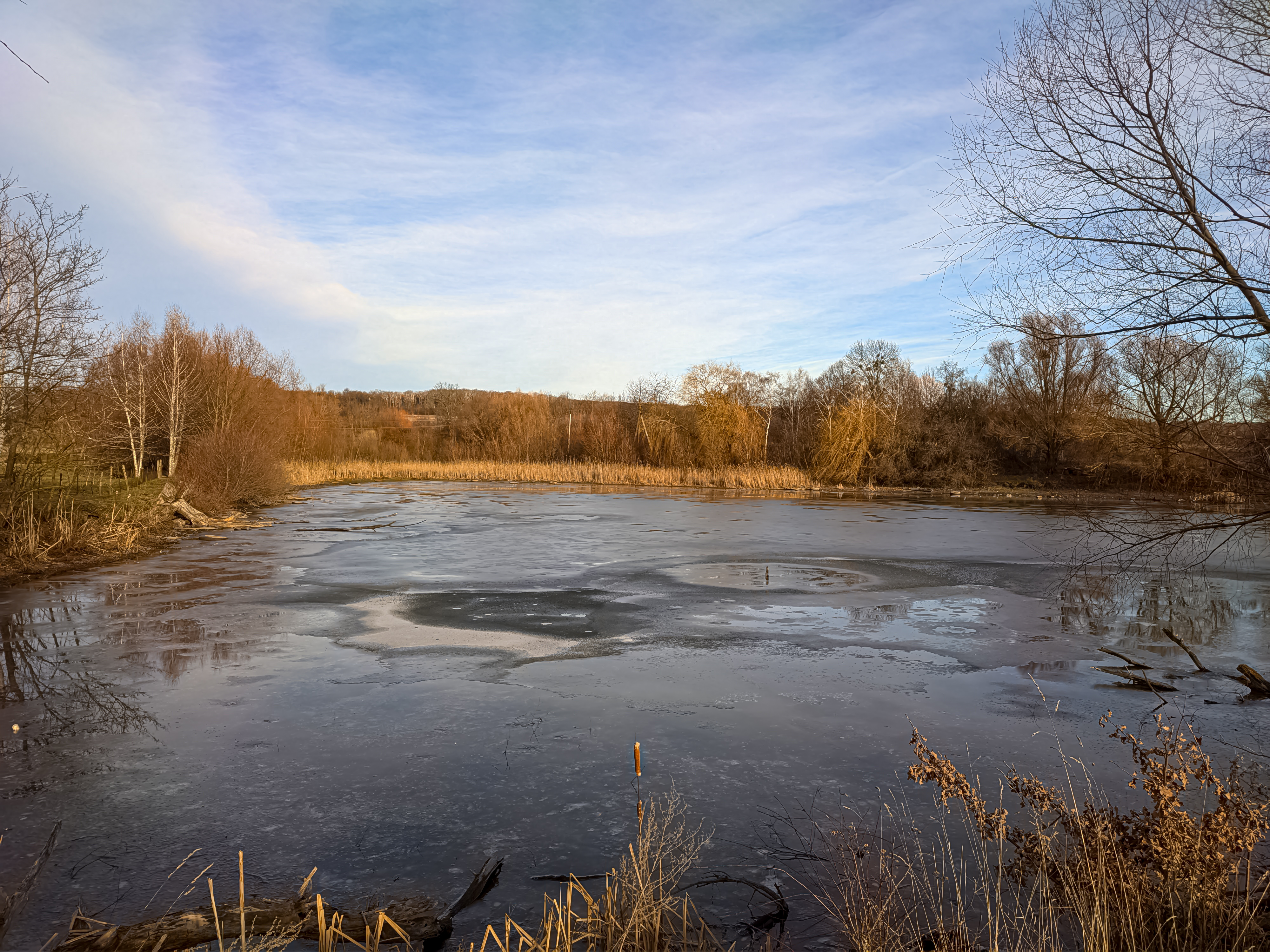
Сільський ставок
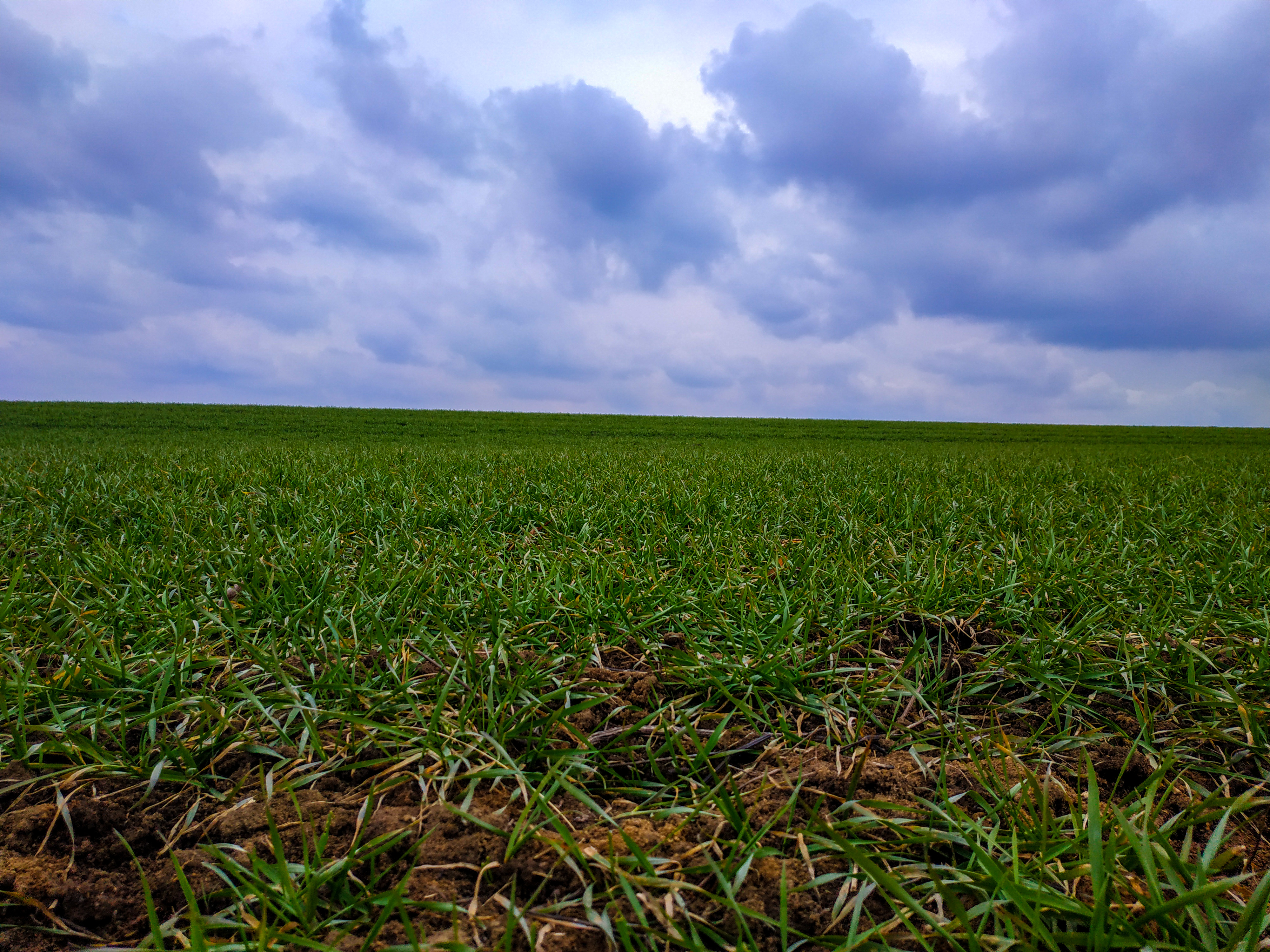
Поле неподалік села